# Europa Cup (korfbal) 1989
De Europa Cup korfbal 1989 was de vierde editie van dit internationale korfbaltoernooi. 
Voor de eerste keer in de toernooihistorie was er een deelnemer uit Polen.

## Deelnemers
Poule A
| Club         | Plaats         |
| ------------ | -------------- |
| CK Egara '85 | Terrassa       |
| AKC          | Antwerpen      |
| CLL Bourges  | Bourges        |
| Adler Rauxel | Castrop-Rauxel |

Poule B
| Club            | Plaats   |
| --------------- | -------- |
| Oost-Arnhem     | Arnhem   |
| AWF Krakow      | Krakau   |
| Mitcham         | Londen   |
| ISEF Agon Clube | Lissabon |

## Poulefase
Poule A
| Thuisploeg   |   | Uitploeg     | Uitslag |
| ------------ | - | ------------ | ------- |
| AKC          | - | CLL Bourges  | 27-6    |
| Adler Rauxel | - | CK Egara '85 | 14-5    |
| CLL Bourges  | - | CK Egara '85 | 12-7    |
| AKC          | - | Adler Rauxel | 23-5    |

Poule B
| Thuisploeg  |   | Uitploeg        | Uitslag |
| ----------- | - | --------------- | ------- |
| Oost-Arnhem | - | AWF Krakow      | 25-12   |
| Mitcham     | - | ISEF Agon Clube | 8-9     |
| Mitcham     | - | AWF Krakow      | 14-7    |
| Oost-Arnhem | - | ISEF Agon Clube | 22-7    |

## Finales
| 7e&8e plaats |              |   |
|              |              |   |
|              | AWF Krakow   | 6 |
|              | CK Egara '85 | 4 |

| 5e&6e plaats |             |    |
|              |             |    |
|              | Mitcham     | 11 |
|              | CLL Bourges | 4  |

| 3e&4e plaats |                 |    |
|              |                 |    |
|              | ISEF Agon Clube | 9  |
|              | Adler Rauxel    | 11 |

| Finale |             |    |
|        |             |    |
|        | Oost-Arnhem | 16 |
|        | AKC         | 6  |

| Kampioen Europa Cup 1989 |
| ------------------------ |
| Oost-Arnhem Tweede titel |

## Eindklassement
| Positie | Club            |
| ------- | --------------- |
| Goud    | Oost-Arnhem     |
| Zilver  | AKC             |
| Brons   | Adler Rauxel    |
| 4       | ISEF Agon Clube |
| 5       | Mitcham         |
| 6       | CLL Bourges     |
| 7       | AWF Krakow      |
| 8       | CK Egara '85    |

1967 ·
1968 ·
1969 ·
1970 ·
1971 ·
1972 ·
1973 ·
1974 ·
1975 ·
1976 ·
1977 ·
1978 ·
1979 ·
1980 ·
1981 ·
1982 ·
1983 ·
1985 ·
1986 ·
1988 ·
1989 ·
1990 ·
1991 ·
1992 ·
1993 ·
1994 ·
1995 ·
1996 ·
1997 ·
1998 ·
1999 ·
2000 ·

2001 ·
2002 ·
2003 ·
2004 ·
2005 ·
2006 ·
2007 ·
2008 ·
2009 ·
2010 ·
2011 ·
2012 ·
2013 ·
2014 ·
2015 ·
2016 ·
2017 ·
2018 ·
2019 ·
2020 ·
2021 ·
2022